# Jubilee Line

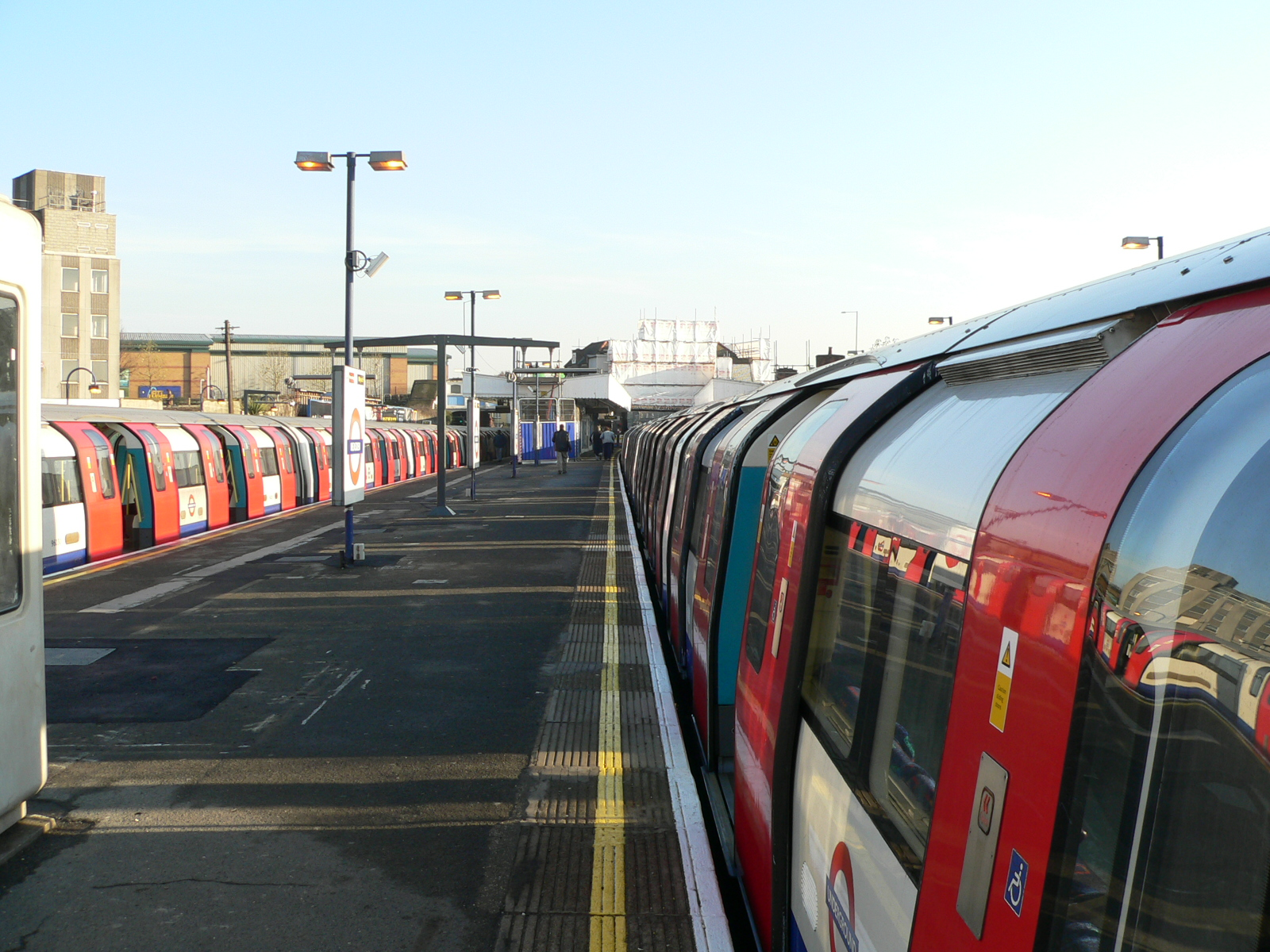
Stanice Neasden

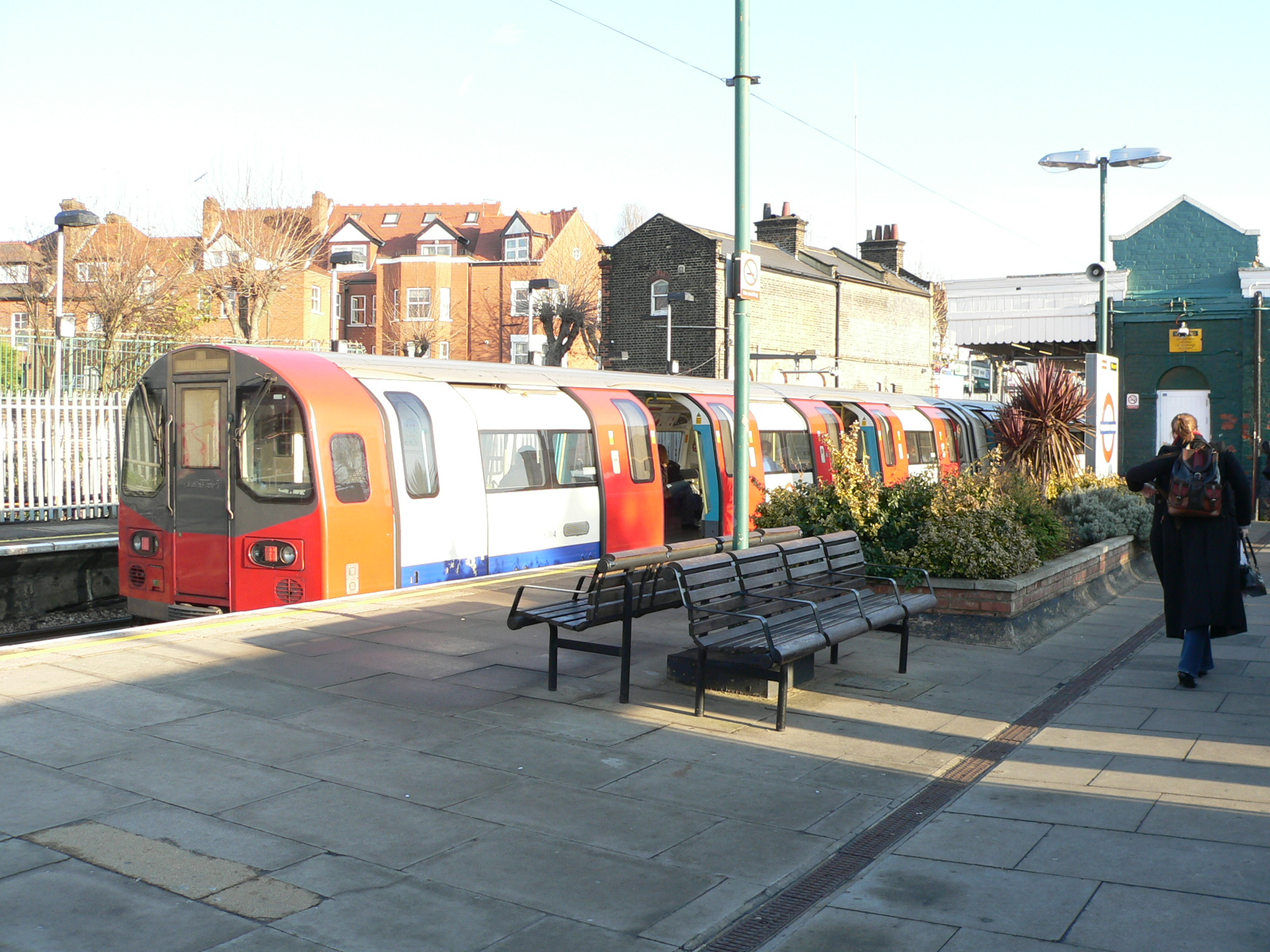
Stanice Willesden Green

Jubilee Line je nejnovější linka Londýnského metra. Prochází přes centrum města trasou ve tvaru písmene "U" od severozápadu na severovýchod, je značena stříbrnou, respektive šedou barvou. Její první úsek byl otevřen roku 1979.

## Charakter linky
Jubilee Line je podzemní linkou metra, většina její trasy vznikla ražbou, kromě povrchového severozápadního úseku mezi stanicemi Finchley Road a Stanmore, a dále na východě mezi stanicemi Canning Town a Stradford. Převažuje koncepce dvou jednokolejných tunelů, některé stanice mají ostrovní nástupiště. Linka je dlouhá celkem 36 km, má 27 stanic a ročně přepraví 213 554 000 cestujících (2011). Slouží jí depo Stratford Market.

## Historický vývoj
Když byla linka 1. května 1979 otevřena, nevznikla celá jako nová, ale byla to vlastně přeznačená větev Stanmore linky Bakerloo Line. Až úsek mezi stanicemi Baker Street a Charing Cross o délce čtyř kilometrů byl postaven nově. Nově vzniklá stanice pod novým názvem Charing Cross zde vytvořila přestupní uzel, který spojil původní stanici Strand na lince Northern Line a původní stanici Trafalgar Square na lince Bakerloo Line.
Již existující stanice Charing Cross Embankment na linkách Circle, District, Bakerloo a Northern Line byla současně přejmenována na Embankment.
Zamýšleným názvem pro linku Jubilee byl Fleet Line, podle říčky Fleet, která je největší londýnskou podzemní řekou. Nakonec však byla pojmenována na počest stříbrného jubilea královny Alžběty II. roku 1977. Rovněž původní záměr prodloužit linku až na Fleet Street byl odložen na neurčito. Podle původního návrhu měla být použita na označení linky tmavě šedá, nakonec se používá stříbrná.
Část, která byla odevzdaná do provozu v roce 1979, byla jen prvním úsekem celkové linky, vzhledem k problémům s financováním navazujících traťových úseků se ale s výstavbou dalších úseků začalo až na konci 90. let 20. století. II. fáze výstavby měla zahrnovat úsek ve směru Aldwych, Ludgate Circus, Cannon Street, a pod Temží až na konečnou stanici Lewisham.

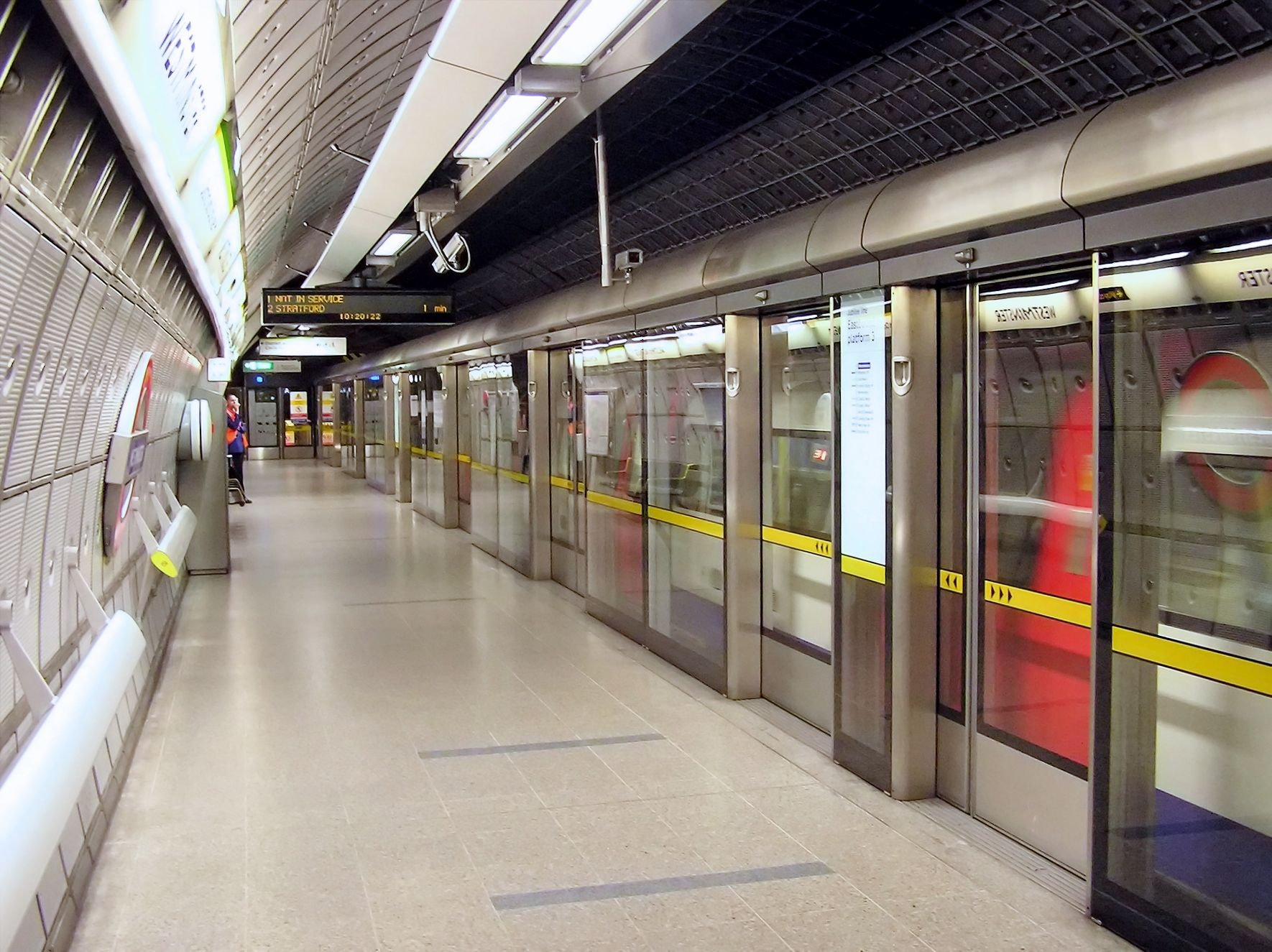
Stanice Westminster

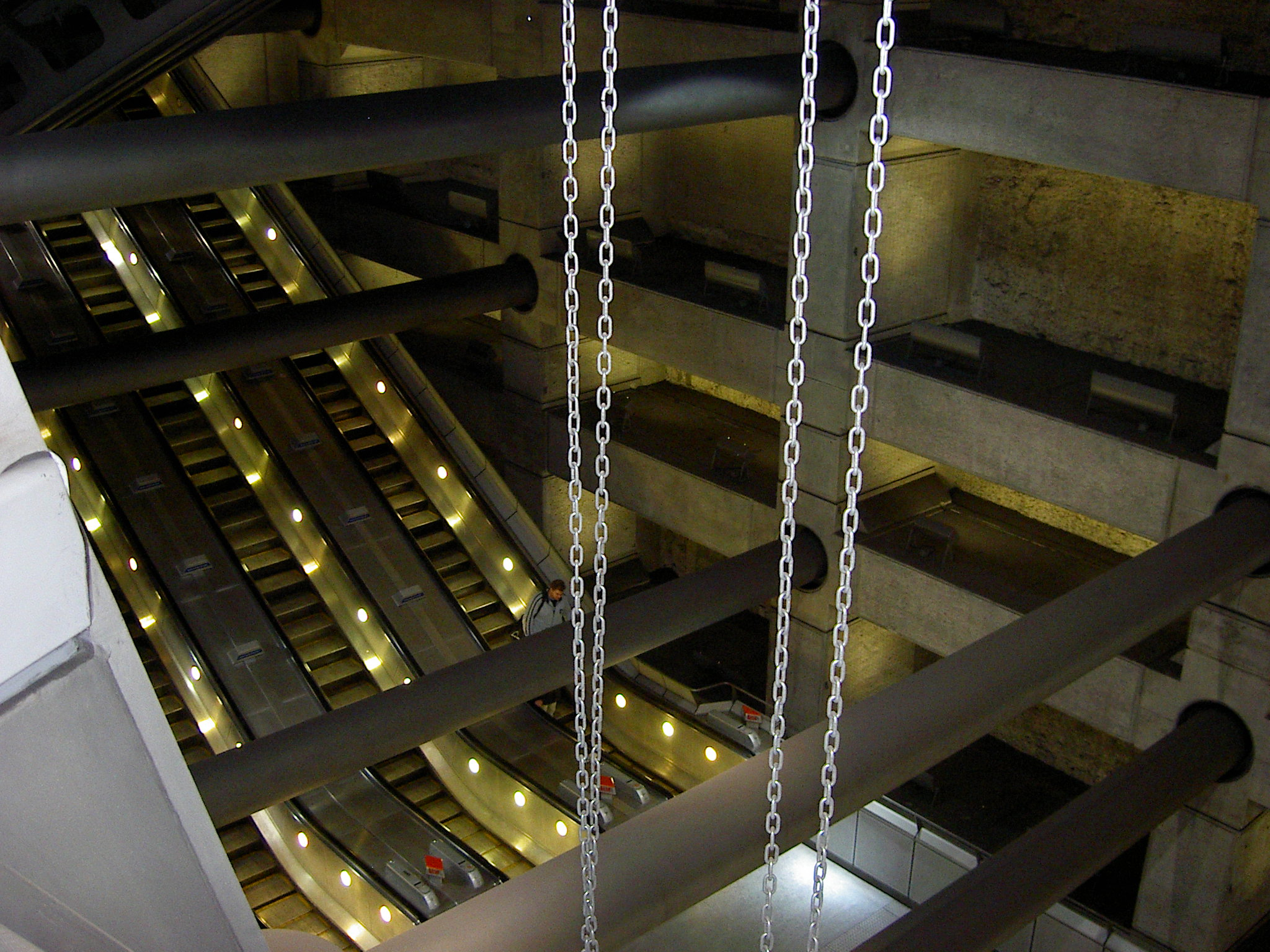
Ve stanici Westminster se nachází složitý systém podpor, který zajišťuje stabilitu pro nad ní stojící domy

Zdržení ve výstavbě jižního prodloužení linky Jubilee line ovlivnil také vznik lehkého metra – Docklands Light Railway. Nakonec však stříbrná linka přece jen prodloužena byla. Roku 1999 se ve třech etapách otevíraly nové stanice. Prodloužení se začalo stavět ze stanice Green Park, a tak vznikla větev se stanicí Charing Cross, která byla tudíž nevyužitá. Nakonec se rozhodlo o uzavření nástupišť stanice Charing Cross původně využívaných linkou Jubilee line.

## Vozový park
Po svém otevření na lince jezdily soupravy vyrobené v roce 1972. Jejich první výměna se uskutečnila o dvanáct let později, starší vlaky se odsunuly na Northern Line. Nové vlaky se však brzy ukázaly jako nespolehlivé a problémové; například jednokřídlé dveře zpomalovaly provoz. Ještě před otevřením nového úseku v roce 1999 bylo rozhodnuto vozový park opět obměnit. Současné vlaky jsou z roku 1996, podobají se podobným použitým na Northern Line z roku 1995. Vybaveny byly orientačním systémem, jak hlášením zastávek, tak i digitálními ukazateli směru.
Vlaky, které až do 26. prosince 2005 na lince Jubilee line jezdily, byly šestivozové. Na přelomu let 2005 a 2006 bylo rozhodnuto, že budou nasazeny sedmivozové soupravy. Tato změna však nemohla být uskutečněna okamžitě; nebylo technicky možné, aby v provozu jezdily jak šestivozové, tak sedmivozové vlaky. Linka tedy byla na celých pět dnů uzavřena, výsledek však přinesl zvýšení kapacity o 6000 cestujících za hodinu, což je nárůst o 17 % oproti původnímu stavu. Modernizací prošlo rovněž signalizační zařízení.

## Stanice

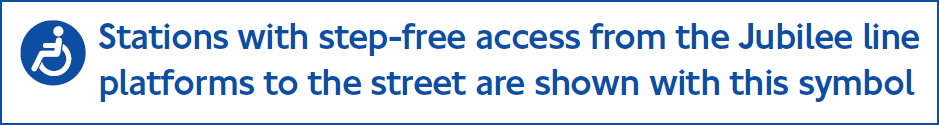
Oznámení o bezbariérovém přístupu lze nalézt uvnitř každého vlaku Jubilee line.

| stanice         | obrázek | otevření           | poznámka                                                        |
| --------------- | ------- | ------------------ | --------------------------------------------------------------- |
| Stanmore        |         | 10. prosince 1932  |                                                                 |
| Canons Park     |         | 10. prosince 1932  | Otevřeno jako Canons Park (Edgware); přejmenováno 25. září 1925 |
| Queensbury      |         | 16. prosince 1934  |                                                                 |
| Kingsbury       |         | 10. prosince 1932  |                                                                 |
| Wembley Park    |         | 14. října 1893     |                                                                 |
| Neasden         |         | 2. srpna 1880      |                                                                 |
| Dollis Hill     |         | 1. října 1909      |                                                                 |
| Willesden Green |         | 24. prosince 1879  |                                                                 |
| Kilburn         |         | 24. prosince 1879  | Otevřeno jako Kilburn & Brondesbury; přejmenováno 25. září 1950 |
| West Hampstead  |         | 30. července 1879  |                                                                 |
| Finchley Road   |         | 30. července 1879  |                                                                 |
| Swiss Cottage   |         | 20. listopadu 1939 |                                                                 |
| St. John's Wood |         | 20. listopadu 1939 |                                                                 |
| Baker Street    |         | 1. května 1979     |                                                                 |
| Bond Street     |         | 1. května 1979     |                                                                 |
| Green Park      |         | 1. května 1979     |                                                                 |
| Westminster     |         | 22. prosince 1999  |                                                                 |
| Waterloo        |         | 24. prosince 1999  |                                                                 |
| Southwark       |         | 20. listopadu 1999 |                                                                 |
| London Bridge   |         | 7. října 1999      |                                                                 |
| Bermondsey      |         | 17. září 1999      |                                                                 |
| Canada Water    |         | 17. září 1999      |                                                                 |
| Canary Wharf    |         | 17. září 1999      |                                                                 |
| North Greenwich |         | 14. května 1999    |                                                                 |
| Canning Town    |         | 14. května 1999    |                                                                 |
| West Ham        |         | 14. května 1999    |                                                                 |
| Stratford       |         | 14. května 1999    |                                                                 |